# Orsola Maddalena Caccia
Pour les articles homonymes, voir Caccia.

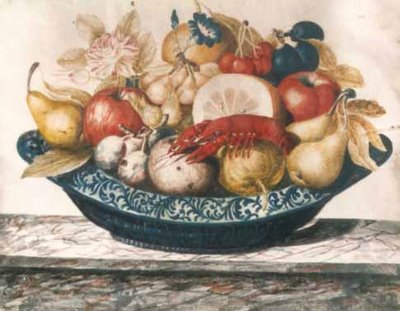
Nature morte et crustacé

Orsola Maddalena Caccia de son vrai nom Theodora Caccia (née en 1596 à Moncalvo dans le Piémont, morte le 26 juillet 1676 dans cette même ville), est une femme peintre italien baroque spécialisée dans la peinture de thèmes religieux, de retables et de natures mortes, active au XVIIe siècle.

## Biographie
Orsola Maddalena Caccia est la fille et élève du peintre Guglielmo Caccia parmi ses sœurs Agata Rosa Anna, Laura Margherita, Cristina Serafina et Anna Guglielma (Francesca) et ses frères.
Son prénom de naissance étant Theodora, elle l'échange contre celui de Orsola Maddalena lors de ses vœux à son entrée au couvent des Orsolines de Bianzè (avec sa sœur Anna Guglielma sous le nom de Francesca, dont elle devient abbesse en 1620.
En 1625, elle rejoint le couvent des Ursulines fondé par l'évêque de Casale à la suite du don à la congrégation de la maison familiale par son père. Les deux sœurs ont réalisé des peintures pour le monastère à Moncalvo.
Ses tableaux sont identifiés par une fleur en signature.
À l'intérieur du monastère, elle organisa une petite école et un atelier de peinture.
Les peintres Laura et Angelica Bottero furent ses élèves.
Orsola est morte en 1676 à l'âge de 80 ans et Francesca à l'âge de 57 ans.

## Œuvres
- San Romualdo, collection privée.

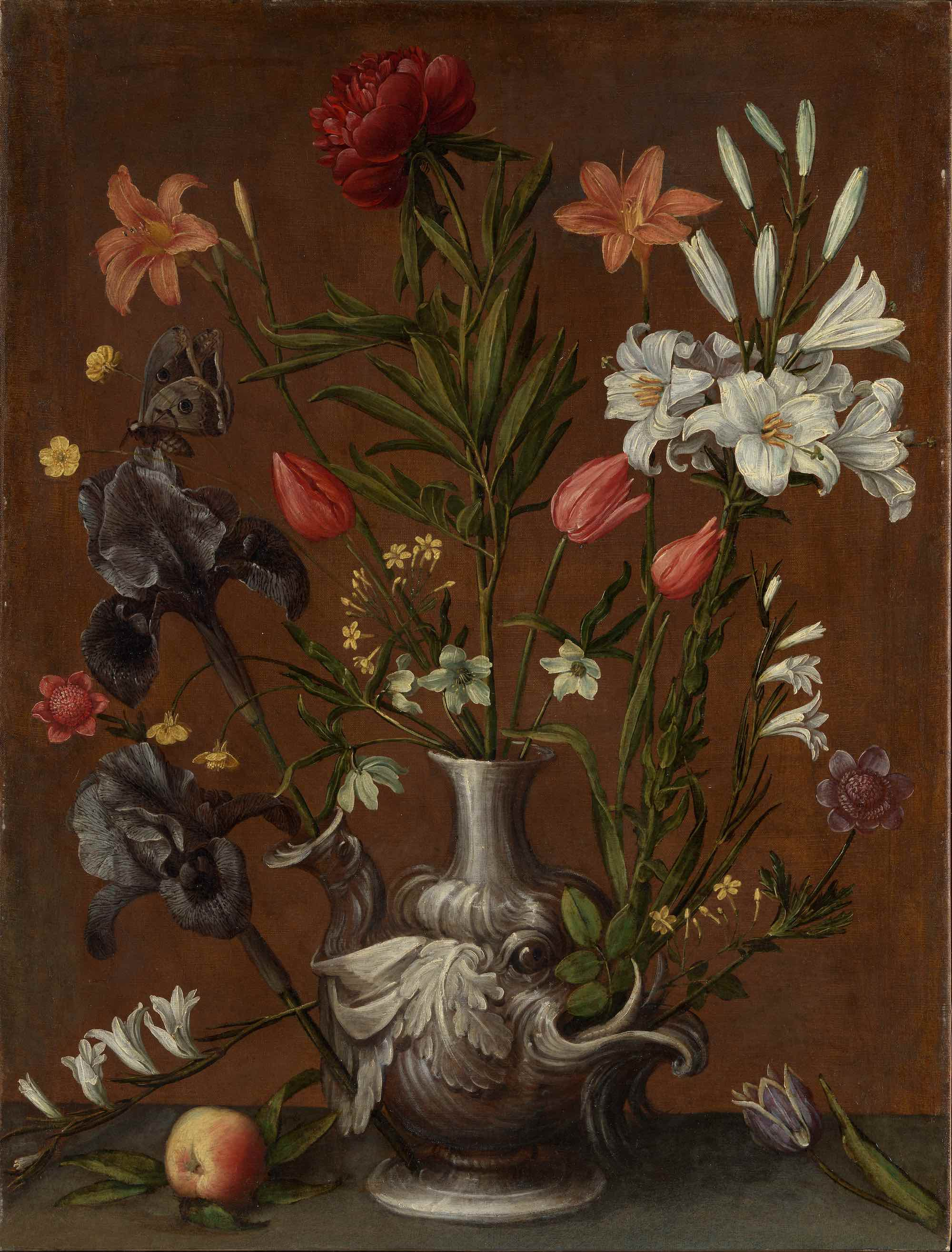
Orsola Maddalena Caccia, Fleurs dans un vase grotesque, vers 1635.

- Madonna col Bambino, collection privée.
- L'Arcangelo Gabriele, collection privée.
- Santa Caterina d’Alessandria, collection privée.
- Sant’Agnese, collection privée.
- Sant'Agata entre Santa Caterina d'Alessandria et Santa Apollonia" (1625), Museo d'Arte Sacra San Giacomo, Lu.
- Saint Antoine avec l'Enfant (1632), Museo d'Arte Sacra San Giacomo, Lu.
- Madonna col Bambino e i Santi Rocco e Defendente (1630-35), Museo d'Arte Sacra San Giacomo, Lu[3].
- Composition de fleurs jaunes, collection privée.
- San Giovanni Battista (1644), Montemagno.
- Nature morte avec oiseau et fruits, sur coupe et piédestal, Robert Simon Fine Art, Satis House, New York.
- Saint Antoine avec l'Enfant et Vierge avec l'Enfant, Villa Pallavicino, Musée Civique Bussetana.
- Sainte lisant, collection privée.
- Vase de fleurs, collection privée.
- Madonna del Rosario, Parrocchia di San Paolo, Moncalvo.
- Madonna del Rosario, cathédrale, Montabone.
- Matrimonio mistico della beata Osanna Andreasi (1648), retable, église de Carbonarola, Mantoue, Italie.
- Saint Jean-Baptiste (1644), retable, église des saints Martino et Stefano, Montemagno, Italie.
- Résurrection et Jesù réconforté par les anges, Sacrestia dei Canonici, cathédrale d'Asti.
- Sindone soutenue par des anges, basilique san Domenico, Moncalvo.
- Jésus rassasié par les anges du désert, cathédrale, Moncalvo.
- La naissance de la Vierge,Pinacothèque Malaspina, Musées Civiques,Pavie.
- Madonna che veglia su Gesù bambino con puttini (1615-1620), paroisse de Sant'Eusebio,Bianzè, Vercelli.
- Nature morte avec fleurs et les oiseaux,collection privée.

## Source de la traduction
- (en) Cet article est partiellement ou en totalité issu de l’article de Wikipédia en anglais intitulé « Orsola Maddalena Caccia » (voir la liste des auteurs).